# Hoolock
Hoolock es un género de primates hominoideos de la familia Hylobatidae, conocidos vulgarmente como gibones hoolock. Su nombre es una onomatopeya de su grito bisilábico, pronunciado en inglés, o sea huu-lok.

## Características
Los hoolocks son los gibones más grandes después de los siamang. Alcanzan un tamaño de entre 60 y 90 cm, y un peso que oscila entre 6 y 9 kg. Los dos sexos tienen aproximadamente la misma talla, pero difieren considerablemente en su coloración: los machos son negros con cejas marcadas de color blanco, mientras que las hembras tienen un pelaje gris marrón, el cual es más oscuro en el pecho y en el cuello. Las hembras tienen un anillo de pelaje blanco alrededor de los ojos y la boca, el cual le da la apariencia de tener una máscara. 

## Distribución
El rango de distribución de los hoolocks llega más al noroccidente que el de cualquier otro gibón, extendiéndose desde Assam en el nororiente de la India, hasta Birmania. Hay pequeñas poblaciones (en cada caso compuestas por pocos cientos de individuos) los cuales viven al oriente, en Bangladés y al oriente en China.

## Historia natural
Como otros gibones su patrón de actividad es diurno. Son arbóreos y su modo de locomoción es por braquiación a través de las ramas de los árboles utilizando sus largos brazos. Los gibones hoolock viven en parejas monógamas, las cuales cuidan un territorio. Sus llamados sirven para localizar a los miembros de la familia y para mantener afuera a otros gibones de su territorio. Su dieta consiste principalmente de frutas, insectos y hojas. 
Los jóvenes hoolocks nacen tras siete meses de gestación. En estos primeros días presentan un pelaje blanco lechoso. Después de seis meses el pelaje se vuelve oscuro. Tan solo cuando tienen ocho o nueve años toman el pelaje propio de los adultos según su sexo. Su expectativa de vida en la naturaleza es cercana a los veinticinco años.

## Clasificación
La clasificación de los gibones ha tenido muchos cambios durante los últimos tiempos. Clásicamente todos los gibones se ubicaban en el género Hylobates, con excepción del siamang. Después de algunos estudios, el género se subdividió en tres subgéneros (incluyendo al Siamang en Symphalangus), y luego en cuatro (reconociendo a Bunopithecus como un subgénero distinto de hoolock diferente a los otros subgéneros de gibones). Estos cuatro subgéneros fueron luego elevados al estatus de género. Sin embargo, la especie tipo del género Bunopithecus es Bunopithecus sericus, un gibón extinto o un simio con aspecto de gibón proveniente de Sichuan, China. Investigaciones más recientes mostraron que los hoolock no están muy relacionados con B. sericus, por lo que se ubicaron en su propio género, Hoolock. Como resultado a las dos subespecies de hoolocks se les asignó entonces la categoría de especie. En enero de 2017 se describió una tercera especie descubierta en China y Myanmar, la cual se denominó Hoolock tianxing.
Las tres especies reconocidas en el género Hoolock son:
- Hoolock hoolock - Gibón hoolock occidental.
- Hoolock leuconedys - Gibón hoolock oriental.
- Hoolock tianxing - Gibón hoolock Skywalker.[4][5]